# Schistosoma mansoni
Douve du sang
Espèce
Schistosoma mansoni ou douve du sang est un ver plat parasite, appartenant à l’embranchement des Plathelminthes (vers plats), à la classe des Trématodes (appareil digestif avec cæcum), à l’ordre des Strigeatida (ventouses ventrale et buccale), la famille des Schistosomatidés (cercaires libres) et enfin au genre Schistosoma, car l’hôte définitif est un mammifère.
Ce parasite a un cycle à deux hôtes :
1. le premier (hôte intermédiaire) est le mollusque d'eau douce Biomphalaria glabrata au sein duquel il effectue une multiplication asexuée (clonale) ;
2. le second hôte (hôte définitif) est l'humain au sein duquel a lieu une reproduction sexuée.

Certains rongeurs peuvent servir d'hôtes définitifs (souris, rat, hamster...).
Schistosoma mansoni est très proche de S. haematobium, un parasite de l'humain et des primates. Les femelles pondent dans les capillaires du plexus veineux péri-intestinal déterminant la bilharziose intestinale.

## Morphologie

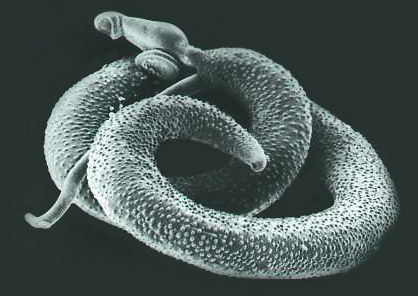
Schistosoma mansoni (mâle et femelle) adultes vu au microscope électronique

Les adultes sont, à quelques détails internes près, semblables à ceux de S. haematobium.
Cette espèce tropicale de parasite peut mesurer de 1 à 1,5 m de long.

## Répartition géographique et importance
Il est très répandu en Afrique et en Amérique inter-tropicale. Dans le monde, plus de 200 millions de personnes en sont infestées, 9 millions souffrant de ses conséquences morbides, lesquelles entraînent plus de 200 000 décès chaque année.
Parasite moins spécifique de l'humain que ''S. haematobium, il a tendance aux localisations erratiques (foie, rate) et l'accumulation dans ces organes des œufs perdus fait toute la gravité de l'affection.

## Biologie
Le couple vit dans la veine mésentérique inférieure et c'est vers les plexus veineux péricolique et périrectal que migre préférentiellement la femelle gravide pour pondre dans les capillaires ses œufs caractéristiques de 140 à 150 micromètres sur 50 micromètres, avec éperon latéral. Ces derniers traversent la paroi intestinale, tombent dans la lumière intestinale et sont éliminés avec les selles. L'hôte intermédiaire est une planorbe.

## Clinique
Le tableau clinique de la bilharziose intestinale est dominé par les signes intestinaux de la période d'état et par les graves complications hépatospléniques qui alourdissent parfois le pronostic.
La période d'infestation est aussi discrète que dans la bilharziose vésicale.
La période d'invasion, par contre, est souvent plus marquée.
La période d'état est la phase purement intestinale. Le symptôme important est une diarrhée allant jusqu'à la dysenterie : selles plus ou moins fréquentes, soit moulées et entourées de glaire sanglante, soit franchement dysentériques, avec coliques violentes, ténesme et brûlures rectales. On note encore une symptomatologie polymorphe : troubles gastriques avec épigastralgies, nausées, vomissements, soif intense et météorisme. L'état général est mauvais avec palpitations, vertiges, dyspnée et état dépressif. L'hépatosplénomégalie est constante, l'éosinophile est redescendue à 10 ou 20 %.
La période de chronicité va durer des années, avec alternance de poussées évolutives et de phases de stabilisation.

L'évolution se fait localement vers le stade des polypes et de la sclérose : de l'anse sigmoïde de l'anus, la muqueuse intestinale est couverte d'adénopapillomes mous, friables, saignant facilement et séparés par des zones de sclérose.
Les complications peuvent apparaître : prolapsus rectal, fistules, occlusion, appendicite.
Elles sont dominées, dans les infestations massives, par l'atteinte hépatique qui évolue vers la cirrhose bilharzienne irréversible avec hypertension portale, ascite et splénomégalie très importante.

## Diagnostic
L'examen parasitologique des selles du malade permettent la découverte des œufs à éperon latéral après enrichissement, tandis qu'après lavage, on peut effectuer le test d'éclosion miracidienne.
La rectoscopie révèle les lésions de la muqueuse et oriente la biopsie qui montre, avec ou sans coloration, les œufs intracellulaires.
Avant l'apparition des œufs, les réactions sérologiques permettent un diagnostic précoce : test de fixation du complément, immunoélectrophorèse et immunofluorescence indirecte qui permet en plus de suivre l'évolution.

## Traitement
On utilise aujourd'hui le praziquantel (Biltricide en France) en prise unique de 40 mg/kg.
L'oxamniquine est une option actuellement abandonnée.